# LVCMOS
LVCMOS(저전압 상보성 금속 산화물 반도체, Low voltage complementary metal oxide semiconductor)는 CMOS 기술 디지털 집적 회로의 저전압 등급이다.

## 개요
더 나은 성능과 더 낮은 비용을 얻기 위해 반도체 제조업체는 집적 회로의 장치 기하학을 줄인다. 각 감소와 함께 관련된 작동 전압도 트랜지스터의 동일한 기본 작동 특성을 유지하기 위해 감소해야 한다. 반도체 기술이 발전함에 따라, 5 볼트보다 낮은 디지털 논리 수준에 대한 LVCMOS 전원 전압 및 감소 전압에 대한 인터페이스 표준이 합동 전자장치 엔지니어링 평의회에 의해 정의되었다.
| 논리 볼트 | 허용 오차 볼트 | 허용 오차 퍼센트 | 참조 및 노트          |
| --------- | -------------- | ---------------- | --------------------- |
| 5.0 V     | +/-0.5 V       | +/-10.0%         | TTL 논리, LVCMOS 아님 |
| 3.3 V     | +/-0.3 V       | +/-9.09%         | JESD8C.01             |
| 2.5 V     | +/-0.2 V       | +/-8.00%         | JESD8-5A.01 JESD80    |
| 1.8 V     | +/-0.15 V      | +/-8.33%         | JESD8-7A JESD76       |
| 1.5 V     | +/-0.1 V       | +/-8.33%         | JESD8-11A.01 JESD76-3 |
| 1.2 V     | +/-0.1 V       | +/-8.33%         | JESD8-12A.01 JESD76-2 |
| 1.0 V     | +/-0.1 V       | +/-8.33%         | JESD8-14A.01          |
| 0.9 V     | +/-0.045 V     | +/-5.00%         |                       |
| 0.8 V     | +/-0.04 V      | +/-5.00%         |                       |
| 0.7 V     | +/-0.05 V      | +/-7.14%         |                       |